# 拉斯卡 (阿拉巴馬州)
拉斯卡（英語：Lasca）是一個位於美國阿拉巴馬州馬倫戈縣的非建制地區。該地的面積和人口皆未知。

## 地理
拉斯卡的座標為32°00′59.5″N 87°57′30″W / 32.016528°N 87.95833°W，而該地的平均海拔高度為68米（即223英尺）。